# Evergestis hazara
Evergestis hazara là một loài bướm đêm trong họ Crambidae.